# Люнет Бєлкіна

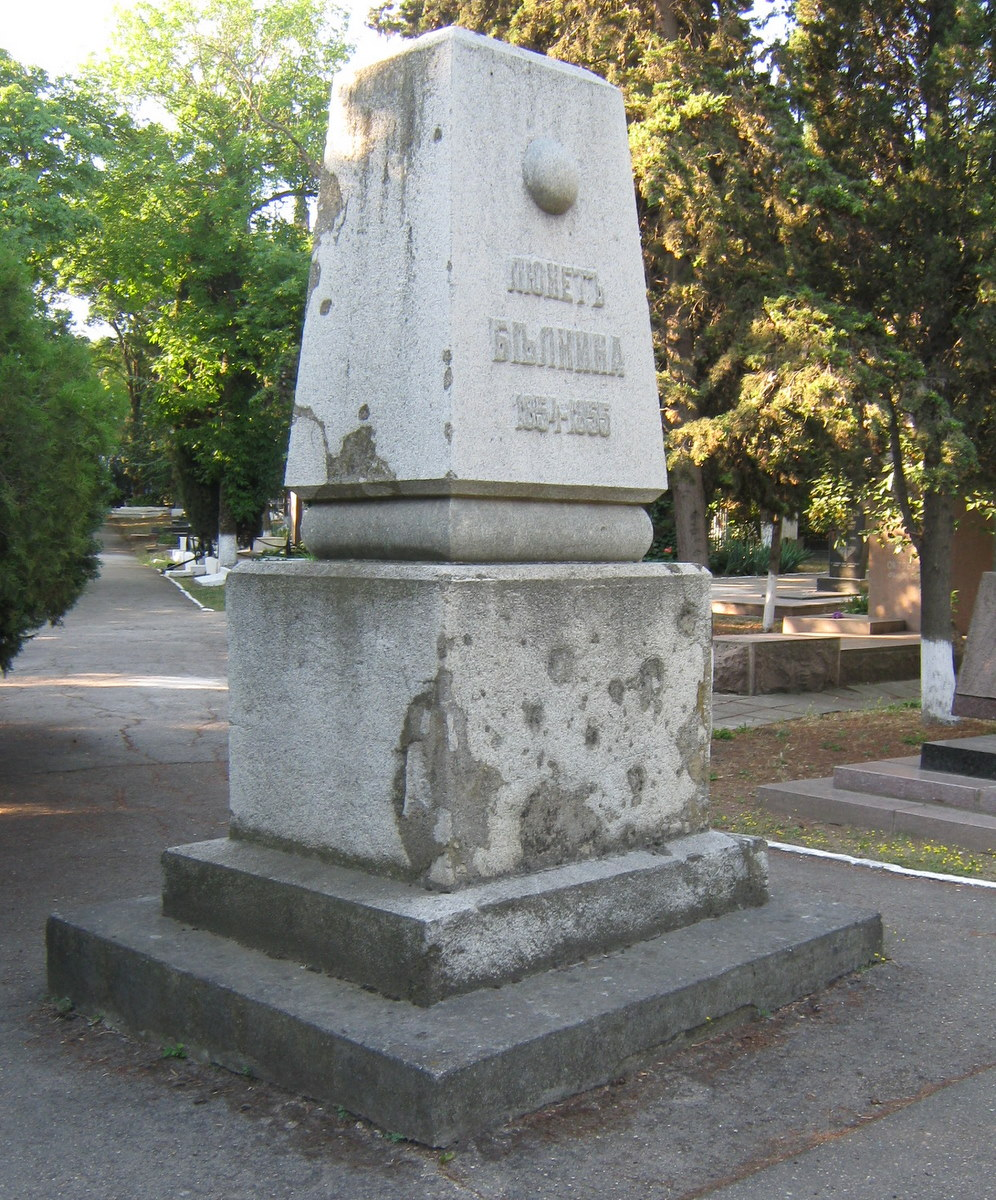
Пам'ятник люнету Бєлкіна

Люнет Бєлкіна — укріплення часів Кримської війни в Севастополі побудоване в кінці вересня — початку жовтня 1854 року для посилення правої частини 5-го бастіону і назване на ім'я свого першого командира Михайла Федоровича Бєлкіна — учасника Синопського бою, згодом контр-адмірала. Тепер територія люнету зайнята кладовищем Комунарів.

## Історія
27 серпня 1855 року захисники 5-го бастіону, редуту Шварца і люнета Бєлкіна відбили три атаки ворога. Люнет намагалися захопити близько двох тисяч французів під командуванням полковника Трошю. Коли противник з'явився біля обриву перед спуском у рів люнета черговий гальванер за наказом командира підірвав три фугаси, закладених на випадок штурму ще навесні 1855 року. Французи втекли, втративши багато солдатів, а тих які залишилися ж в живих, розгромили захисники люнету.

## Пам'ять
На місці люнету в дні святкування 50-річчя першої оборони Севастополя відкрили пам'ятник за проектом інженера-полковника О. І. Енберга.